# ريس تايلر
ريس تايلر (بالإنجليزية: Rhys Tyler)‏ (18 سبتمبر 1992 في المملكة المتحدة - ) هو لاعب كرة قدم بريطاني في مركز الدفاع. لعب مع روت فايس أوبرهاوزن وFC Rot-Weiß Erfurt ‏.

## وصلات خارجية
- ريس تايلر على موقع قاعدة بيانات كرة القدم.إي يو (الإنجليزية)
- ريس تايلر على موقع بيانات كرة القدم. دي إي (الألمانية)
- ريس تايلر على موقع Soccerway.com (الإنجليزية)